# Air Force Operational Test and Evaluation Center
L'Air Force Operational Test & Evaluation Center è una Direct Reporting Unit dell'United States Air Force. Il suo quartier generale è situato presso la Kirtland Air Force Base, nel Nuovo Messico.

## Missione
Il reparto è un'agenzia indipendente responsabile dei test, in condizioni realistiche, sui sistemi sviluppati per le forze aeree. I risultati dei test, normalmente condotti su prototipi o modelli in pre-produzione, assumono un ruolo di notevole importanza sulle decisioni in fase di acquisizione da parte dell'U.S.A.F. e del Dipartimento della Difesa.

## Organizzazione
Attualmente, al settembre 2017, il Centro controlla:
- Detachment 1, Edwards Air Force Base, California

Reparto guida per assolvere ai test iniziali operativi e loro valutazione (IOT&E) Block 2 e 3 dell'F-35 per l'U.S.A.F., l'U.S. Navy, U.S. Marine Corps, Ministero della difesa del Regno Unito e le forze aeree olandesi.
- Detachment 2, Eglin Air Force Base, Florida

Valuta la capacità, l'efficacia e la disponibilità dei sistemi per le forze aeree statunitensi ed altri utenti, conducendo valutazioni ed accertamenti  imparziali e realistici
- Detachment 4, Peterson Air Force Base, Colorado

Esegue test operativi sui sistemi missilistici e spaziali in ambienti che riproducono le condizioni di guerra spaziale
- Detachment 5, Edwards Air Force Base, California

Garantisce supporto logistico alle missioni del centro
- Detachment 6, Nellis Air Force Base, Nevada

Pianifica e conduce test operativi e loro valutazione sui caccia in maniera realistica, obiettiva ed imparziale